# رجاء بكرية
رجاء أحمد بكرية، مواليد عرابة البطوف، كاتبة وفنانة فلسطينية مواطنة إسرائيلية من عرب ال48. أستاذة محاضِرة في الفنّ التشكيلي، والكتابة الإبداعيّة. تكتب في القصّة القصيرة، والرّواية، وفي نقد الفنّ المرئي. تُرْجِمَت اعمالها للغاتٍ عدّة منها، الإنجليزيّة، الإيطاليّة، الفرنسية، النّرويجيّة، الكرديّة، والعبريّة.
تعيش في حيفا منذ 1990، تحمل اللقب الأوّل,B.A, في الأدب العربي والفن التشكيلي. ولقب ثانٍ M.A في الادب العربي من جامعة حيفا، حيث تخصصت في بحث المونودراما الفلسطينيّة.
شاركت في معارض فنيّة محليّة وأوروبية وعالمية، في القدس وتل أبيب وحيفا وفرنسا والولايات المتحدة وبريطانيا وبلجيكا وإسبانيا والسويد.

## اصداراتها
- مزامير لأيلول ( مجموعة نثرية ) ،النّاصرة 1991
- عواء ذاكرة ( رواية ) ،النّاصرة 1995 .
- الصّندوقة ( مجموعة قصصيّة) . المؤسّسة العربيّة، بيروت 2002
- امرأة الرّسالة (رواية)، دار الآداب، بيروت 2007سبتمبر
- امرأة الرّسالة(الطبعة الثانية)، دار الجندي، فلسطين 2014
- امرأة الرّسالة، رواية (ترجمه للكرديّه), وزارة الثّقافه، أربيل، 2010
- باهرة، مجموعة قصصيّة ( ترجمة للكرديّة)، مؤسّسة نما، أربيل، 2010
- عين خفشة"، رواية، الاهلية للنشر والتوزيع الأردن 2017.[3]

## جوائز
• جائزة القصة القصيرة النسائية لنساء حوض البحر المتوسط لعام 1997 عن قصّتها «الصندوقة»، مارسيليا - فرنسا.
• جائزة، فنان مبدع لسنة 1996 /7, 1997 /8 . و 2001 \2002 ، 02 \03
• جائزة التميّز التّشكيلي، جامعة حيفا، 2002
• جائزة التميّز الأدبي، 2006
• درع مؤسّسة نما لشخصيّة العام الأدبيّة في التّرجمة، 2002

## رواية أمرأة الرسالة
اعتبرت روايتها امرأة الرّسالة إحدى لأكثر الرّوايات الأكثر مبيعا في باريس، ومنعت من دخول الكويت، وبعض العواصم الخليجيّة. وتقص حكاية امرأة تبحث عن حبيب ضائع تتوزّع أحداثها ما بين حيفا ويافا وعكا ولندن وعمان.